# Ochropleura mucidata
Ochropleura mucidata là một loài bướm đêm trong họ Noctuidae.